# Strukton Rail (Sverige)
Strukton Rail AB (f.d. Banproduktion) ingår i den holländska koncernen Strukton Rail, (f.d. Strukton Railinfra BV), som bedriver underhålls- och nybyggnation av järnväg, tunnelbana och spårväg. Bolaget har sitt ursprung i den holländska statsjärnvägen. Företaget köpte år 2003 60 % i Banproduktion, för att sedan förvärva de resterade 40 % år 2007. Strukton Rails huvudkontor ligger i Västberga. I januari 2014 förvärvade Strukton Rail AB hela Balfour Beatty Rails skandinaviska verksamhet.
Några större projekt som Strukton Rail bedriver genom entreprenad från Trafikverket och Stockholms läns landsting, Trafikförvaltningen är:
- Stockholms Tunnelbana

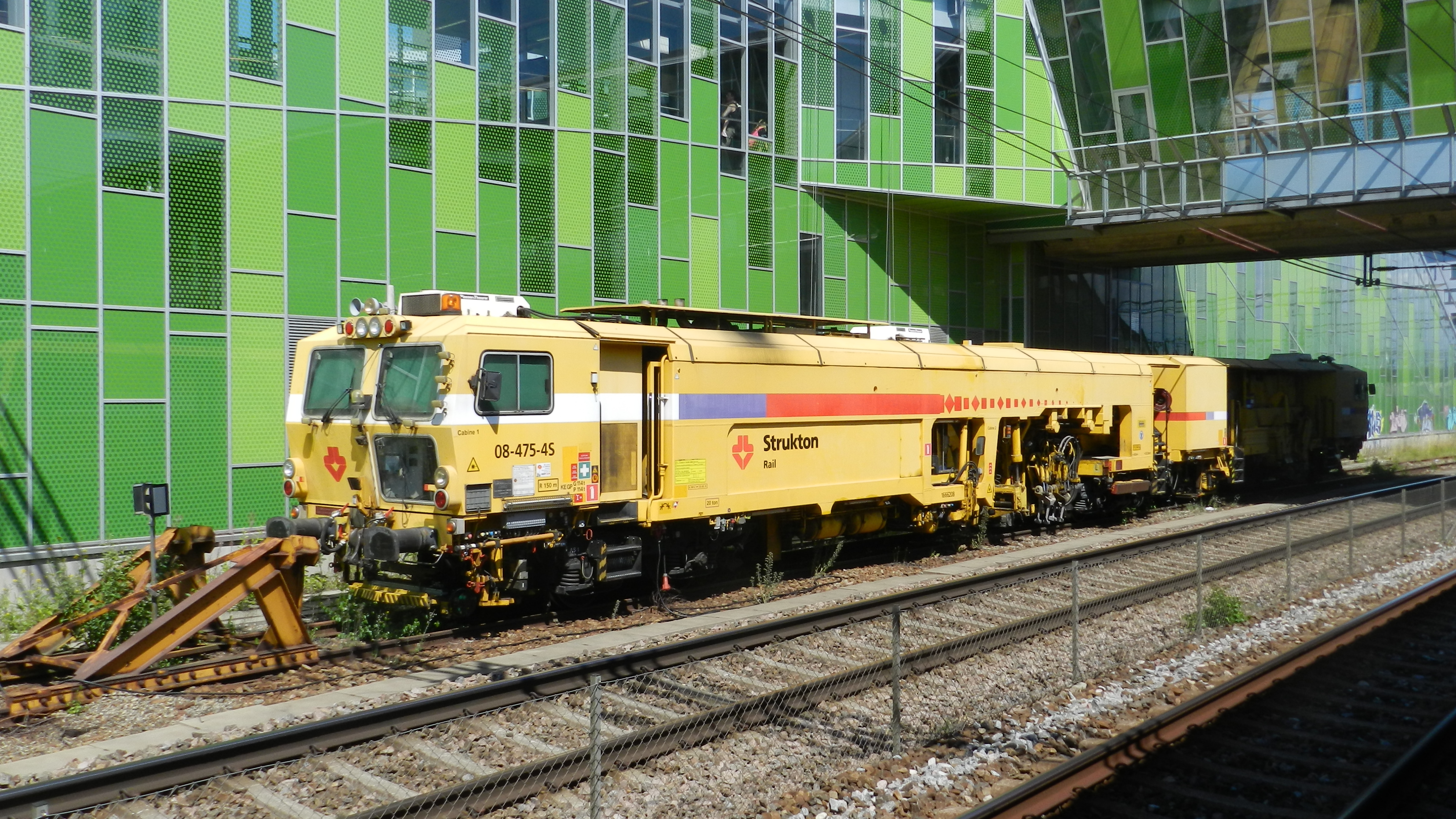
En spårriktare tillhörande Strukton Rail.

- Pendeltågssträckorna i Stockholms mittersta (Mitt) och södra (Syd) delar.
- Citybanan
- Lidingöbanan
- Svealandsbanan
- Västra Götalandsbanan - Göteborg
- Södra stambanan 1 mellan Katrineholm och Nässjö, samt 2 mellan Nässjö och Arlöv

## Kuriosa
Den 21 december 2008 spårade ett godståg ur vid Kimstad mellan Norrköping och Linköping. Strukton Rail fick i uppdrag att lyfta loket på plats igen . 